# Megan Gustafson
Megan Elizabeth Gustafson  est une joueuse de basket-ball professionnel américaine naturalisée espagnole, née à Duluth (Minnesota, États-Unis) le 13 décembre de 1996. Elle joue avec Las Vegas Aces de la WNBA.

## Biographie

### Débuts
Elle naît à Duluth, Minnesota, et a étudié à l'institut de South Shore High Schoolral de Port Wing dans le Wisconsin.

### Carrière universitaire
Elle termine sa carrière universitaire avec les Iowa Hawkeyes en 2019. Durant cette dernière année, elle marque 1 000 points et gagne la Honda Sports Award en tant que meilleure joueuse de basket-ball du pays,. Le 15 mars 2019, la ESPN l'a désigne comme joueuse nationale de l'année. En 2018 et 2019, il a été nommé Joueuse de Basket-ball Féminine de l'An de la Conférence Big Aie.
Le 26 janvier 2020, son maillot est retiré par Iowa.

### Carrière professionnelle
Elle est sélectionnée par les Dallas Wings dans le deuxième tour du draft de la WNBA de 2019.
En août 2023, elle joue avec les London Lions avant du début de la saison, en aidant à l'équipe à assurer la victoire en la finale de Betty Codona WBBL contre les Essex Rebels. Le 2 février 2024, il est annoncé qu'il irait jouer avec les Las Vegas Aces pour la saison 2024 de la WNBA.

### Sélection nationale
Elle obtient le 14 juin 2023, la nationalité espagnole par naturalisation.
Elle joue avec l'équipe d'Espagne lors des Jeux olympiques de Paris 2024.